# Distretto di Illizi
Il distretto di Illizi è un distretto della provincia di Illizi, in Algeria.

## Comuni
Il distretto di Illizi comprende 1 comune:
- Illizi